# Каплан, Зельда
Зельда Каплан (англ. Zelda Kaplan; 20 июня 1916 года, Флемингтон, Нью-Джерси, США — 16 февраля 2012, Линкольн-центр, Нью Йорк) — светская львица и феминистка.
Одно время работала тренером по бальным танцам. C 2000 года стала активным участником «ночной жизни», посещала ночные клубы и вечеринки, общалась со многими людьми из клубного мира. В одежде предпочитала африканский стиль с высокими головными уборами, большими солнечными очками. Участвовала в благотворительных мероприятиях, часто посещала Африку. В СМИ часто называли иконой стиля. Зельда скончалась во время показа коллекции Джоанны Мастроянни.